# Václav Bedřich
Václav Bedřich, né le 28 août 1918 à Příbram et mort le 7 mars 2009 à Prague, est un réalisateur tchèque de films d'animation et de films publicitaires.

## Biographie
Autodidacte, Václav Bedřich travaille au studio de cinéma AFIT-Ateliér trikových filmů (Studio de films d'animation). Il devient l'un des principaux animateurs de ce studio.
Après la fin de la Seconde guerre mondiale, il part étudier et travailler au studio Jiří Trnka a Bratři v triku avec le célèbre animateur Jiří Trnka, avec qui il travaille ensuite en étroite collaboration pendant de nombreuses années.
Dans les années 1960, il fut à l'origine de la création d'un bloc de programmes télévisés du soir destiné aux enfants d'âge préscolaire et aux enfants d'âge scolaire - Večerníčka.
Sous sa direction, de nombreux artistes et animateurs tchèques remarquables ont grandi, tels que Miroslav Štěpánek, Adolf Born, Cyril Bouda et d'autres.

## Filmographie
- 1955 : Čert a Káča
- 1970 : Le Parfum mortel présenté au Festival de Cannes 1970[1]
- 1971 : Štaflík et Špagetka (Štaflík a Špagetka)
- 1978 : Bob et Bobek (Bob a Bobek – králíci z klobouku)
- 1991 : Madeleine et le vilain garçon
- 1991 : Madeleine et le cirque
- 1991 : Le Beau Lion
- 1991 : Le sauvetage de Madeleine